# 小行星2175
小行星2175（2175 Andrea Doria）是一颗绕太阳运转的小行星，为主小行星带小行星。该小行星于1977年10月12日发现。
該小行星以熱那亞共和國海軍上將安德烈亞·多里亞命名。

## 轨道参数
小行星2175的轨道半长轴为2.2155744 UA，离心率为0.206。